# Iosif Ritter
Iosif Ritter (* 2. Dezember 1921 in Timișoara, Kreis Timiș; † 30. August 2006) war ein rumänischer Fußballspieler und -schiedsrichter. Er bestritt 177 Spiele in der höchsten rumänischen Fußballliga, der Divizia A.

## Karriere als Spieler
Ritter begann seine Karriere in seiner Heimatstadt Timișoara bei Chinezul. Im Jahr 1938 wechselte er zu Rapid Bukarest, wo er – abgesehen von einer kurzen Unterbrechung im Jahr 1940 – bis 1945 blieb. Am 27. April 1941 kam er bei Rapid zu seinem ersten Einsatz in der höchsten rumänischen Spielklasse, der Divizia A. In den Jahren 1941 und 1942 gewann er – allerdings nur als Ersatzspieler – zweimal den rumänischen Pokal.
Nach Kriegsende verließ Ritter die Hauptstadt und kehrte nach Timișoara zurück, wo er bis zum Jahr 1955 bei CFR Timișoara (später Locomotiva Timișoara) spielte. Dort konnte er in der Saison 1947/48 an den beiden größten Erfolgen des Vereins teilhaben, der Vizemeisterschaft und dem Erreichen des Pokalfinals.

## Nationalmannschaft
Iosif Ritter bestritt 17 Spiele für die rumänische Fußballnationalmannschaft, erzielte dabei aber kein Tor. Seinen ersten Einsatz hatte er am 30. September 1945 gegen Ungarn, dem ersten Länderspiel nach dem Zweiten Weltkrieg.

## Karriere als Schiedsrichter
Nach dem Ende seiner aktiven Laufbahn war Ritter als Schiedsrichter tätig und leitete dabei unter anderem mehrere Europapokal-Spiele und das rumänische Pokalfinale 1967. Von 1960 bis 1972 pfiff er insgesamt 88 Spiele in der höchsten rumänischen Spielklasse, der Divizia A.

## Erfolge

### Als Spieler
- Rumänischer Pokalsieger: 1941, 1942
- Rumänischer Vizemeister: 1941, 1948